# Kasey James
Kurt Sellers (nascido em 20 de março de 1982) é um lutador de wrestling profissional estadunidense, mais conhecido pelos seus ring names Kasey James e James Curtis. Ele é mais conhecido por trabalhar para a WWE, entre 2006 e 2008.

## No wrestling
- Finishers
  - Lifting sitout spinebuster

- Ataques secundários
  - Missile dropkick
  - Spinning side slam

- Managers
  - Kenny Bolin
  - Michelle McCool
  - Mini-B

## Títulos e prêmios
- International Wrestling Association
  - IWA Intercontinental Heavyweight Championship (1 vez)[3]
  - IWA World Tag Team Championship (3 vezes) - com Glamour Boy Shane (1) e Chet Jablonski (2)[4]

- Ohio Valley Wrestling
  - OVW Southern Tag Team Championship (5 vezes) - com Roadkill (1) e Kassidy James (4)[5]
  - OVW Television Championship (1 vez)[6]